# Austrolimnophila (Austrolimnophila) norrisiana
Austrolimnophila (Austrolimnophila) norrisiana is een tweevleugelige uit de familie steltmuggen (Limoniidae). De soort komt voor in het Australaziatisch gebied.